# Julien François
Julien François (Metz, Francia, 21 de septiembre de 1979) es un exfutbolista francés. 

## Clubes
| Club          | País    | Año       |
| ------------- | ------- | --------- |
| GFCO Ajaccio  | Francia | 2000-2001 |
| FC Metz       | Francia | 2001-2002 |
| Grenoble Foot | Francia | 2002-2006 |
| FC Metz       | Francia | 2006-2009 |
| Tours FC      | Francia | 2009-2010 |
| Le Havre AC   | Francia | 2010-2013 |

- Datos: Q983002